# مايكل أنجلو ألبرتازي
مايكل أنجلو ألبرتازي (بالإيطالية: Michelangelo Albertazzi)‏، (من مواليد 7 يناير 1991 في بولونيا ،إيطاليا)، هو لاعب كرة قدم إيطالي يلعب في مركز الدفاع.
يلعب حالياً لنادي إيه سي ميلان الإيطالي منذ 2014.

## روابط خارجية
- مايكل أنجلو ألبرتازي على موقع الاتحاد الدولي (مؤرشف)  (الإنجليزية)
- مايكل أنجلو ألبرتازي على موقع قاعدة بيانات كرة القدم.إي يو (الإنجليزية)
- مايكل أنجلو ألبرتازي على موقع Soccerway.com (الإنجليزية)
- مايكل أنجلو ألبرتازي على موقع عالم كرة القدم.نت (الإنجليزية)
- مايكل أنجلو ألبرتازي على موقع AS.com (الإسبانية)